# Runavík (commune)
Pour les articles homonymes, voir Runavík.
La commune de Runavík est une commune des îles Féroé dont la ville de Runavík est le chef-lieu. Son territoire épars s'étend sur trois enclaves de l'île de Eysturoy. Elle compte 2 557 habitants.

Runavík et Saltangará - le centre administratif de la municipalité

## Village
La municipalité est composée de 8 villages en plus de Runavík :
- Æðuvík
- Glyvrar
- Lambareiði
- Lambi
- Rituvík
- Saltangará
- Skipanes
- Søldarfjørður

## Jumelage
La commune de Runavík est jumelée avec :
- Hjørring (Danemark)
- Egilsstaðir (Islande)
- Ísafjörður (Islande)
- Uummannaq (Groenland)